# Jan Mikołaj Trlęski
Jan Mikołaj Trlęski (Trylęski, Trzyleski) herbu Topór (zm. przed 7 listopada 1626 roku) – stolnik bełski w 1604 roku.
W 1606 roku był członkiem zjazdu pod Lublinem, który przygotował rokosz Zebrzydowskiego.